# Aulacorthum smilacis
Aulacorthum smilacis är en insektsart. Aulacorthum smilacis ingår i släktet Aulacorthum och familjen långrörsbladlöss. Inga underarter finns listade i Catalogue of Life.